# Château du Brouchy
Le château du Brouchy est un château situé sur le territoire de la commune de Champagnat dans le département français de Saône-et-Loire en région Bourgogne-Franche-Comté.

## Historique
Il fait l'objet d'une inscription et d'un classement au titre des monuments historiques depuis le 19 mars 1992.